# 8731 Tejima
8731 Tejima este un asteroid din centura principală, descoperit pe 19 noiembrie 1996, de Takao Kobayashi.